# حوزه انتخابیه بجنورد، مانه و سملقان، گرمه، جاجرم و راز و جرگلان
حوزهٔ انتخاباتی بجنورد، مانه، سملقان، گرمه، جاجرم و راز و جرگلان یکی از حوزه از حوزه‌های استان خراسان شمالی برای انتخابات مجلس شورای اسلامی است. این حوزه به مرکزیت بجنورد، ۲ نماینده دارد و شامل ۱۰ بخش است.

## نمایندهدوره دهم
علی اکبری و علی قربانی

## پی‌نوشت و منبع
- «جدول حوزه‌های انتخابیه در انتخابات دهمین دورهٔ مجلس شورای اسلامی» (PDF). مرکز پژوهش و سنجش افکار صدا و سیما. بایگانی‌شده از اصلی (PDF) در ۵ اكتبر ۲۰۱۸. دریافت‌شده در ۱۲ ژوئیه ۲۰۱۶. تاریخ وارد شده در |archive-date= را بررسی کنید (کمک)